# Kyle Chalmers
Kyle Chalmers,  wym. /kaɪl t͡ʃɑːməz/ (ur. 25 czerwca 1998 w Ashford) – australijski pływak specjalizujący się w stylu dowolnym, mistrz olimpijski (2016), mistrz świata, rekordzista globu na krótkim basenie.

## Kariera
Chalmers zdobył złoty medal na dystansie 50 i 100 m stylem dowolnym podczas mistrzostw świata juniorów w Singapurze w 2015 r. W konkurencji 100 m kraulem z czasem 48,47 ustanowił także rekord mistrzostw. Na mistrzostwach świata seniorów w Kazaniu płynął w eliminacjach konkurencji sztafet 4 × 100 m stylem dowolnym i 4 × 100 m stylem zmiennym. W sztafecie 4 × 100 m stylem zmiennym wywalczył srebro.
Podczas igrzysk olimpijskich w Rio de Janeiro zdobył trzy medale. Na dystansie 100 m stylem dowolnym wywalczył złoto i trzykrotnie w trakcie tej konkurencji poprawiał rekord świata juniorów. W finale uzyskał czas 47,58. Pozostałe dwa medale, oba brązowe, zdobył w sztafetach 4 × 100 m kraulem i 4 × 100 m stylem zmiennym.
29 października 2021 roku podczas Pucharu Świata w Kazaniu na basenie 25-metrowym czasem 44,84 pobił rekord świata na dystansie 100 m stylem dowolnym. 